# Krowinka
Krowinka (ukr. Кровинка, Krowynka) – wieś na Ukrainie w rejonie tarnopolskim należącym do obwodu tarnopolskiego.
W I połowie XVII w. wieś należała do podstarościego trembowelskiego Pawła Mrozowickiego herbu Prus III. Jego synem był Stanisław Mrozowicki (znany na Ukrainie pod pseudonimem Morozeńko), późniejszy pułkownik zaporoski, dowódca pułku korsuńskiego, uznany za jednego z bohaterów narodowych Ukrainy. Jak pisze historyk ukraiński Mychajło Bryk: „Stanisław Mrozowicki przybył [do Franeker] z Gdańska, zamieszkał na prywatnej kwaterze, biorąc z sobą ukraińskiego chłopca z Podola, Czura, rodem z Krowinki [wsi w powiecie trembowelskim]”, studiował on w latach 1634–1635 na Uniwersytecie w Franeker (jednej z najlepszych i najbardziej znanych w XVI–XVII w. szkół wojskowych w Europie), biorąc lekcje fechtunku u sławnego Magistra Artes Gladiatorum, Pietera de Vriesa.
W II Rzeczypospolitej wieś w powiecie trembowelskim województwa tarnopolskiego.
W lutym 1940 NKWD zesłało na Syberię dwie rodziny polskie. W latach 1943–1945 nacjonaliści ukraińscy z OUN-UPA zamordowali tutaj 21 Polaków, grabiąc i paląc polskie zagrody. 
W czasie okupacji niemieckiej mieszkające tutaj polskie rodzeństwo, Karol i Franciszka Sygnatowiczowie, ukrywało ośmioro Żydów. W 1991 roku Instytut Jad Waszem uhonorował oboje tytułami Sprawiedliwych wśród Narodów Świata.
Znajduje się tu przystanek kolejowy Krowinka, położony na linii Tarnopol – Biała Czortkowska.
Do 2020 w rejonie trembowelskim.